# Marcilloles
Marcilloles är en kommun i departementet Isère i regionen Auvergne-Rhône-Alpes i sydöstra Frankrike. Kommunen ligger i kantonen Roybon som tillhör arrondissementet Grenoble. År 2022 hade Marcilloles 1 186 invånare.

## Befolkningsutveckling
Antalet invånare i kommunen Marcilloles
Referens:INSEE